# Mimer
För andra betydelser, se Mimer (olika betydelser).

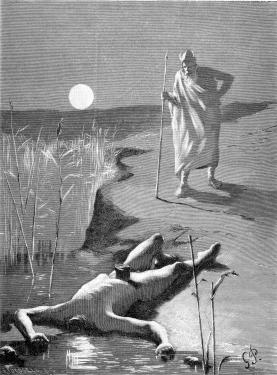
Oden vid Mimers halshuggna lik

Mimer är en jätte i nordisk mytologi som bevakar Mimers brunn, vilken är vishetens källa belägen vid världsträdet Yggdrasils (ibland kallat just "Mimers träd") fot. Trädet har tre rötter och Mimers brunn ligger under den rot som leder till Jotunheim — frostjättarnas värld. Den som drack ur Mimers brunn kunde se och höra allt som hade hänt och allt som skulle ske. Mimer, som drack varje dag, var därför mycket kunnig i vad som hände i världen. Oden offrade sitt ena, långtseende öga för att få del av Mimers visdom. 
Enligt vissa källor var det dock genom munnen på den halshuggne jätten som Oden fick sin kunskap.
Mimer och hans syster Beisla härstammar direkt ifrån jätten Ymer. Mimer fick sju söner.
Efter kriget mellan gudasläktena vanerna och asarna bytte de vise män med varandra. Vanerna skickade Njord och Frej som gisslan medan asarna å sin sida skickade Mimer. Efter ett tag började vanerna misstänka att asarna hade svikit dem vid bytet av männen. Vanerna halshögg då Mimer och sände huvudet till asarna. Oden tog huvudet och smorde det med örter som hindrade det från att ruttna, kvad trollsånger över det och ställde genom sina hemliga konster så till, att det talade med honom och uppenbarade för honom många fördolda ting och gav råd då han behövde. Om detta har det berättats i Ynglingasagan. 
Mimer kallas också Hoddmimer (skatt).